# Folke Algotsson (Algotssönernas ätt)
Folke Algotsson (död omkring 1310) var en svensk storman, riddare och lagman. Han var son till lagman Algot Brynolfsson. Algotsson rövade i ett brudrov 1288 bort Ingrid Svantepolksdotter från Vreta kloster till Norge. Kung Magnus Ladulås förklarade honom fredlös och förverkade alla hans egendomar. När Folke Algotsson dog tolv år senare flyttade Ingrid Svantepolksdotter tillbaka till Sverige och verkade några år som abbedissa i det kloster hon en gång så dramatiskt lämnat. De hade sonen Knut Folkesson.

## Konsekvenser för övriga i familjen
Familjen straffades mycket hårt enligt de fridslagar (kvinnofrid) som några år tidigare antagits. Fadern Algot förlorade sin lagmansbefattning i Västergötland och sattes i fångenskap tillsammans med sonen Rörik. De frigavs emellertid följande år. En annan av sönerna, den mycket rika och krigiska biskop Brynolf, gömde sig i Alvastra kloster, varifrån han försäkrade kung Magnus Ladulås trohet och lydnad. Han fick sedermera tillbaka sin biskopsstol och sin borg Läckö. Värst gick det för brodern Karl Algotsson, som beskylldes för att vara den som planerat enleveringen. Han försökte fly till Norge liksom Folke, men till skillnad från honom greps han och fördes (troligen) till Lindön i Vänern, där han halshöggs 1289.